# Bí kíp quá giang vào Ngân Hà (tiểu thuyết)
Bí kíp quá giang vào Ngân Hà là phần đầu tiên trong số sáu quyển thuộc "bộ ba" tiểu thuyết khoa học viễn tưởng hài Bí kíp quá giang vào Ngân Hà của Douglas Adams. Tiểu thuyết này được chuyển thể từ bốn phần đầu tiên trong loạt chương trình phát thanh cùng tên của Adams. Tiểu thuyết được xuất bản lần đầu tại Luân Đôn vào ngày 12 tháng 10 năm 1979 và bán được 250.000 bản trong ba tháng đầu tiên.
Tên cuốn tiểu thuyết trùng với Bí kíp quá giang vào Ngân Hà, một quyển sách hướng dẫn hư cấu cho người quá giang – lấy cảm hứng từ Bí kíp quá giang tới châu Âu (Hitch-hiker's Guide to Europe) – được viết dưới dạng bách khoa toàn thư.

## Tóm tắt
Người Trái Đất Arthur Dent được bạn mình, Ford Prefect – một người ngoài hành tinh chuyên nghiên cứu cho Bí kíp quá giang vào Ngân Hà, tác phẩm cung cấp thông tin về mọi hành tinh trong Ngân Hà – giải cứu ngay trước khi Trái Đất bị người Vog phá huỷ. Sau khi bị ném khỏi phi thuyền Vog mà họ xin quá giang, Arthur và Ford được tàu Trái Tim Vàng – phi thuyền của Zaphod Beeblebrox, anh họ xa của Ford và là Tổng thống Ngân Hà – giải cứu. Cả nhóm – Arthur, Ford, Zaphod, một con robot bị trầm cảm tên Marvin và một cô gái loài người tên Trillian – lên đường tìm kiếm hành tinh trong truyền thuyết Magrathea.
Ở Magrathea, họ được một ông già tên Slartibartfast dẫn vào trung tâm hành tinh. Tại đây, họ khám phá ra cách đây rất lâu, một chủng tộc gồm "các thực thể siêu thông minh xuyên chiều" đã tạo ra một siêu máy tính tên Nghĩ Sâu để xác định câu trả lời cho "Câu Hỏi Tối Thượng về Sự Sống, Vũ Trụ và Vạn Vật", và Nghĩ Sâu xác định  là số 42. Nghĩ Sâu bảo những người tạo ra mình là câu trả lời này vô nghĩa vì họ vốn không biết "Câu Hỏi Tối Thượng" là gì, và đề nghị giúp họ thiết kế một máy tính còn vĩ đại hơn để xác định Câu Hỏi Tối Thượng. Chiếc máy tính này hoá ra chính là Trái Đất, vốn do người Magrathea chế tạo, và chỉ còn đúng năm phút nữa là hoàn thành nhiệm vụ đưa ra Câu Hỏi Tối Thượng thì bị người Vog phá huỷ mất. Hai con chuột của Trillian, thực ra thuộc nhóm những thực thể siêu thông minh nọ, bác bỏ ý tưởng tạo ra một Trái Đất mới để khởi động quá trình lại từ đầu và đề nghị mua não của Arthur với hy vọng trong đó có chứa câu hỏi. Khi anh từ chối, một trận chiến nổ ra. Zaphod cứu Arthur khỏi bị lấy não, cả năm người thoát khỏi Magrathea và quyết định đến Nhà hàng Ở Tận Cùng Vũ Trụ.

## Ấn bản kèm minh hoạ
Quyển sách Bí kíp quá giang vào Ngân Hà kèm minh hoạ được đặc biệt thiết kế năm 1994. Nó được Weidenfeld & Nicolson in lần đầu tại Anh và Harmony Books in lần đầu tại Hoa Kỳ (với giá $42). Đây là một quyển sách quá khổ, có bìa "ba chiều" dát giấy bạc trên cả hai thị trường Anh và Hoa Kỳ. Nó chứa Câu Đố 42 do chính Adams thiết kế, một bức ảnh chụp Adams và Ed Victor – người đại diện văn chương của ông – đóng vai hai cảnh sát không gian và nhiều thiết kế của Kevin Davies, người đã tham gia nhiều dự án liên quan đến Bí kíp từ những năm 1970. Davies xuất hiện trong vai Prosser. Ấn bản này đã ngừng phát hành – Adams đã mua nhiều quyển và đem bán lại kèm chữ ký trên trang web của ông.

## Các loại hình truyền thông khác

### Chuyển thể sách nói
Cuốn tiểu thuyết có ba bản ghi âm sách nói. Bản đầu tiên là một bản rút gọn (ISBN 0-671-62964-6), được Stephen Moore thu âm giữa những năm 1980. Stephen Moore cũng là người lồng tiếng cho Marvin Rô Bốt Hay Hoảng Hốt trong loạt chương trình phát thanh, bản chuyển thể đĩa LP và chương trình truyền hình. Năm 1990, Adams tự thu âm một bản đầy đủ cho Dove Audiobooks (ISBN 1-55800-273-1), sau này được New Millennium Audio tái phát hành (ISBN 1-59007-257-X) tại Hoa Kỳ và có mặt trên BBC Audiobooks tại Vương quốc Anh. Theo thoả thuận với Dove, ISIS Publishing Ltd cũng phát hành một bản độc quyền có chữ ký của Douglas Adams (ISBN 1-85695-028-X) vào năm 1994. Nam diễn viên Stephen Fry, người lồng tiếng cho quyển Bí kíp trong bộ phim ra mắt năm 2005, đã thu âm một bản đầy đủ thứ hai (ISBN 0-7393-2220-6).

### Chương trình truyền hình
Nhờ độ nổi tiếng của loạt chương trình phát thanh, một chương trình truyền hình gồm sáu tập do Alan J. W. Bell đạo diễn và sản xuất đã ra đời, phát sóng lần đầu trên BBC 2 vào tháng 1 và tháng 2 năm 1981. Nó sử dụng nhiều diễn viên từ chương trình phát thanh và phần lớn dựa trên các phiên bản radio từ phần một đến phần sáu (mỗi phần được gọi là một "Fit", một thuật ngữ cổ có nghĩa là "đoạn thơ"). Theo Alan Bell và Mark Wing-Davey, một chương trình thứ hai đã được lên kế hoạch sản xuất, cốt truyện lấy từ một dự án đã bị huỷ của Adams là Doctor Who and the Krikkitmen. Tuy nhiên, giữa Adams và BBC xảy ra tranh chấp (vấn đề về ngân sách, kịch bản và việc Alan Bell tham gia), và chương trình thứ hai bị huỷ bỏ. Thay vào đó, các yếu tố trong Doctor Who and the Krikkitmen được sử dụng trong cuốn tiểu thuyết thứ ba, Sự Sống, Vũ Trụ và Vạn Vật.
Dàn diễn viên chính vẫn giống trong chương trình phát thanh gốc, trừ David Dixon vai Ford Prefect thay cho McGivern, và Sandra Dickinson vai Trillian thay cho Sheridan.

### Chuyển thể phim
Bí kíp quá giang vào Ngân Hà được chuyển thể thành phim khoa học viễn tưởng hài do Garth Jennings đạo diễn và phát hành ngày 28 tháng 4 năm 2005 tại Anh, Úc và New Zealand, ngày 29 tại Hoa Kỳ và Canada. Bộ phim ra mắt tại các rạp chiếu phim trên toàn thế giới trong tháng 5, 6, 7, 8 và 9.

## Bộ sách
"Bộ ba" tác phẩm Bí kíp quá giang vào Ngân Hà cố tình bị gọi sai tên và chia làm sáu quyển, năm quyển trong đó do Adams viết: Bí kíp quá giang vào Ngân Hà (The Hitchhiker's Guide to the Galaxy, 1979), Nhà hàng Ở Tận Cùng Vũ Trụ (The Restaurant at the End of the Universe, 1980), Sự Sống, Vũ Trụ và Vạn Vật (Life, the Universe and Everything, 1982), Vĩnh biệt, và cảm ơn đã cho ăn cá lâu nay (So Long, and Thanks for All the Fish, 1984) và Hầu như vô hại (Mostly Harmless, 1992). Ngày 16 tháng 9 năm 2008, quyển thứ sáu được công bố sẽ do tác giả người Ireland Eoin Colfer viết. Quyển này có tựa Còn một điều nữa... (And Another Thing...), được xuất bản vào tháng 10 năm 2009, nhân kỷ niệm 30 năm ngày xuất bản cuốn tiểu thuyết gốc.

## Đón nhận
Greg Costikyan viết nhận xét về Bí kíp quá giang vào Ngân Hà trên Tạp chí Ares số 6: "Bí kíp quá giang được viết bằng sự dí dỏm tuyệt vời của Anh, hài hước hơn bất kỳ bộ hài kịch tình huống nào của Mỹ."

## Di sản

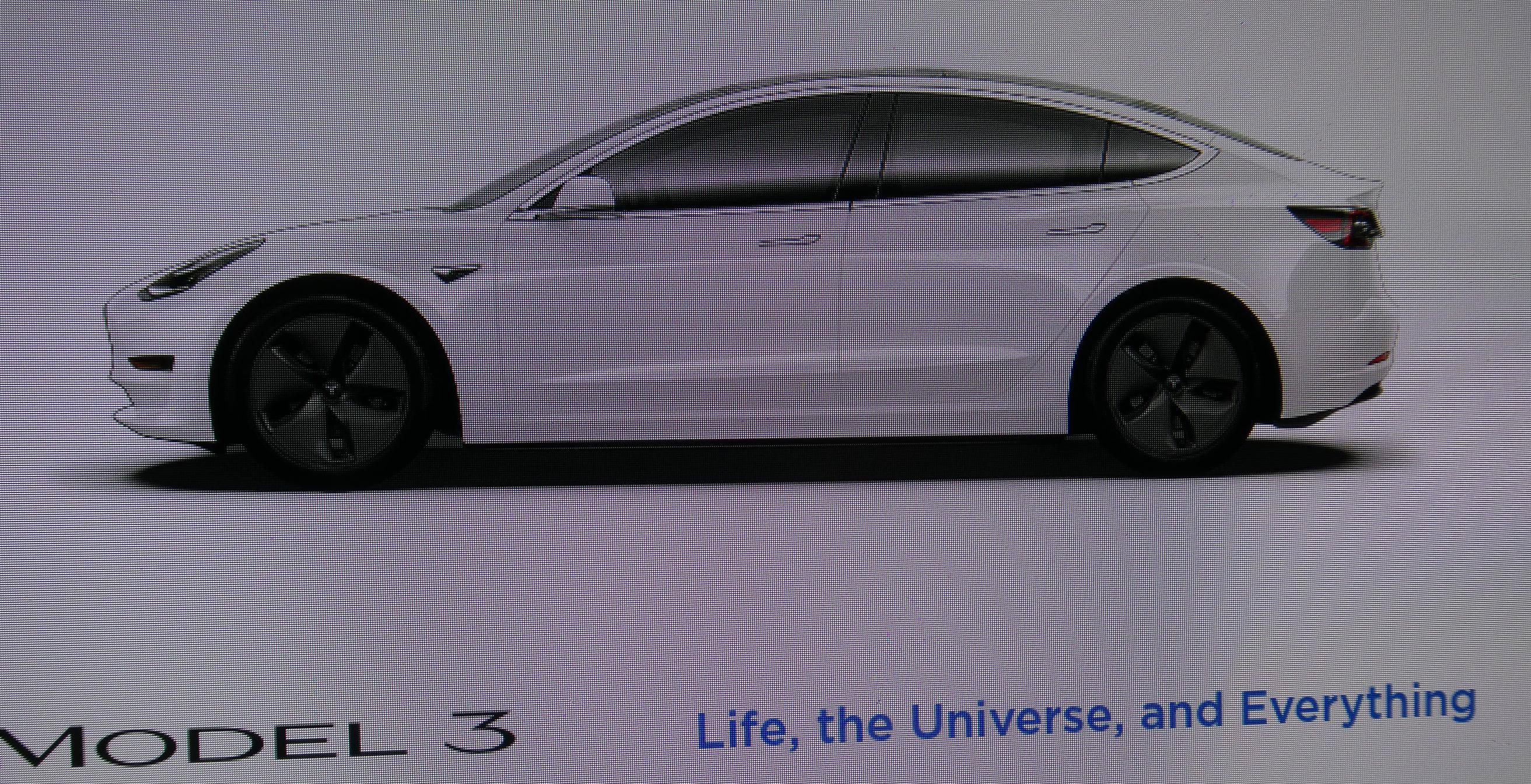
Testla

Tên của Babel Fish, ứng dụng dịch trực tuyến miễn phí đầu tiên ra mắt năm 1997, được lấy cảm hứng từ "cá Babel" – một sinh vật trong tiểu thuyết, sống nhờ sóng não và có thể lập tức phiên dịch ngôn ngữ ngoài hành tinh.
Khi xe Tesla Roadster của Elon Musk được phóng lên vũ trụ trên chuyến bay đầu tiên của tên lửa Falcon Heavy vào tháng 2 năm 2018, nó hiện cụm từ DON'T PANIC (đừng hoảng) trên màn hình bảng điều khiển và mang theo một cuốn Bí kíp quá giang vào Ngân Hà cùng một chiếc khăn tắm.

## Giải thưởng
- Đứng đầu danh sách những tác phẩm bán chạy nhất của tờ Sunday Times (1979)
- Tác giả được trao giải "Golden Pan" (giải thưởng từ nhà xuất bản Pan Books khi bán được 1.000.000 cuốn sách) (1984)
- Đứng thứ 24 danh sách "Một trăm Cuốn sách Xuất sắc nhất Thế kỷ" của Waterstone's Books/Channel Four (1996)
- Big Read của BBC, một danh sách liệt kê những tác phẩm văn học được yêu thích nhất tại Anh, xếp cuốn tiểu thuyết ở vị trí thứ tư (2003)